# Leonardo Bertagnolli
Leonardo Bertagnolli (Trento, 8 gennaio 1978) è un ex ciclista su strada italiano.
Professionista dal 2002 al 2012, conta la vittoria di una Classica di San Sebastián, nel 2007, di una tappa al Giro d'Italia e di una alla Vuelta a España, successi poi revocati.

## Carriera
Passato professionista nel 2002 con la Saeco, dimostra doti di scalatore fin dall'inizio: è compagno di squadra di Gilberto Simoni e di Damiano Cunego.
Nel 2005 passa alla Cofidis, con cui, a causa di alcuni infortuni, non riesce a cogliere risultati di prestigio. Dal 2006 inizia gradualmente a piazzarsi nelle corse di un solo giorno, cogliendo alcuni buoni risultati che gli valgono la chiamata della Liquigas per il 2007. Dopo un inizio di stagione in sordina per un infortunio, il 4 agosto 2007 vince la Clásica San Sebastián, battendo in volata lo spagnolo Juan Manuel Gárate.
Nella stagione 2008 conquista il Trofeo Melinda e il Gran Premio Città di Camaiore, mentre nel 2009, passato alla Diquigiovanni, si aggiudica la 15ª tappa del Giro d'Italia, quella con arrivo a Faenza, ed una tappa al Brixia Tour.
Si ritira al termine della Settimana Tricolore 2012, dichiarando alla stampa di aver assunto sostante dopanti dal 2003 al 2010, dapprima l'eritropoietina (Epo) ed in seguito autoemotrasfusioni.

## Palmarès
- 2004 (Saeco, tre vittorie)

Trofeo dell'Etna
Coppa Agostoni
Coppa Placci
- 2005 (Cofidis, due vittorie)

2ª tappa Tour du Limousin (La Bourboule > Égletons)
3ª tappa Vuelta a España (Granada > Cordova)
- 2006 (Cofidis, due vittorie)

Tour du Haut-Var
6ª tappa Tirreno-Adriatico (San Benedetto del Tronto > Torricella Sicura)
- 2007 (Liquigas, due vittorie)

Classica di San Sebastián
Memorial Cimurri
- 2008 (Liquigas, tre vittorie)

Intaka Tech World Views Challenge 2
Gran Premio Città di Camaiore
Trofeo Melinda
3ª tappa Deutschland Tour (Herrieden > Wiesloch)
- 2009 (Diquigiovanni, due vittorie)

15ª tappa Giro d'Italia (Forlì > Faenza)
2ª tappa Brixia Tour (Buffalora > Navazzo di Gargnano)
- 2010 (Androni Giocattoli, una vittoria)

3ª tappa Österreich-Rundfahrt (Kitzbühel > Lienz)

### Altri successi
- 2001 (Sanpellegrino - Bottoli - Artoni)

Coppa Caduti di Reda
- 2004 (Saeco)

Classifica generale Trittico Lombardo
- 2008 (Liquigas)

Classifica generale Trittico Lombardo
- 2009 (Diquigiovanni)

Classifica scalatori Österreich-Rundfahrt

## Piazzamenti

### Grandi Giri
- Giro d'Italia

2003: 25º
2004: 37º
2005: ritirato (13ª tappa)
2006: ritirato (4ª tappa)
2009: 42º
2010: non partito (16ª tappa)
- Tour de France

2003: ritirato
2011: ritirato (18ª tappa)
- Vuelta a España

2002: 106º
2005: ritirato (15ª tappa)
2007: 22º

### Classiche monumento
- Milano-Sanremo

2004: 85º
2005: ritirato
2006: 47º
- Liegi-Bastogne-Liegi

2005: 22º
2006: 31º
2008: ritirato
2010: 37º
2012: ritirato
- Giro di Lombardia

2002: ritirato
2003: 73º
2004: 30º
2005: 33º
2006: ritirato
2007: 62º
2008: 39º
2009: 11º
2010: ritirato
2011: ritirato

### Competizioni mondiali
- Campionati del mondo

Verona 2004 - In linea Elite: 23º
- UCI ProTour/Calendario mondiale UCI

UCI ProTour 2005: 135º
UCI ProTour 2006: 90º
UCI ProTour 2007: 29º
UCI ProTour 2008: 100º
Calendario mondiale UCI 2009: 138º
Calendario mondiale UCI 2010: 235º